# Моника Хелфер
Моника Хелфер (на немски: Monika Helfer) е австрийска детска писателка, автор на романи, разкази и пиеси.

## Биография
Моника Хелфер е родена през 1947 г. в общността Ау, Форарлберг. Баща ѝ е управител на почивен дом за пострадали от войната, също работи в пансиона като библиотекар.
Хелфер публикува романи, разкази и книги за деца. За работата си получава много отличия. Тема на книгите ѝ често са трудните семейно отношения, погледнати от детска перспектива.
От 1981 г. е женена за писателя Михаел Кьолмайер. Имат четири деца, като през 2003 г. дъщеря им Паула загива при злополука на 21-годишна възраст. Романът на Хелфер „Преди да мога да заспя“ („Bevor ich schlafen kann“) от 2010 г. е посветен на нейната памет.
Моника Хелфер и Михаел Кьолмайер живеят в Хоенемс.

### Проза
- Eigentlich bin ich in Schnee geboren, 1977
- Die wilden Kinder, 1984
- Mulo. Eine Sage, 1986
- Ich lieb Dich überhaupt nicht mehr, 1989
- Der Neffe, 1991
- Der Mensch ist verschieden. Variationen zu Theophrast (mit Michael Köhlmeier), 1994
- Oskar und Lilli, 1994
- Kleine Fürstin, 1995
- Wenn der Bräutigam kommt, 1998
- Mein Mörder, 1999
- Rosie in New York, 2002
- Rosie in Wien, 2004
- Tiere allein, Kinderbuch, 2009
- Bevor ich schlafen kann, Roman, 2010
- Rosie und der Urgroßvater (mit Michael Köhlmeier), 2010
- Die Bar im Freien. Aus der Unwahrscheinlichkeit der Welt, 2012
- Die Welt der Unordnung, Roman, 2015

### Театрални пиеси
- Die Aufsässige, 1992
- Bestien im Frühling, 1999
- Kreuzers Kinder, 2010

### Радиопиеси
- Der Zorn des Meisters (mit Gerold Amann und Michael Köhlmeier), 1979
- Tondbandprotokoll (mit Michael Köhlmeier), 1979
- Indische Tempeltänzerin, 1981
- Oskar und Lilli, 1994

## Награди и отличия
- 1973: Ehrengabe für Kunst und Wissenschaft des Landes Vorarlberg für Literatur
- 1980: Staatsstipendium des Bundesministeriums für Unterricht und Kunst für Literatur
- 1985: Franz-Michael-Felder-Medaille für Verdienste um die Literatur Vorarlbergs
- 1989: Vorarlberger Literaturstipendium
- 1991: Förderungspreis des Bundesministeriums für Unterricht und Kunst für Literatur
- 1992: Dramatikerstipendium des Bundesministeriums für Unterricht und Kunst
- 1994: ORF-Hörspielpreis für Oskar und Lilli
- 1995: Ehrenpreis des Vorarlberger Buchhandels
- 1997: „Австрийска награда за художествена литература“
- 2003: „Австрийска награда за детско-юношеска книга“ für Rosie in New York
- 2004: Anerkennungspreis im Rahmen des Kinder- und Jugendbuchpreis der Stadt Wien für Rosie in Wien[3]
- 2010: Kröte des Monats November für Rosie und der Urgroßvater
- 2011: „Австрийска награда за детско-юношеска книга“ für Rosie und der Urgroßvater
- 2012: „Награда Йохан Беер“ für Die Bar im Freien
- 2016: Österreichisches Ehrenzeichen für Wissenschaft und Kunst|Österreichisches Ehrenkreuz für Wissenschaft und Kunst I. Klasse[4]
- 2017: Nominierung zum Deutschen Buchpreis mit Schau mich an, wenn ich mit dir rede![5]